# 숭보사
숭보사(崇報祠)는 서울특별시 종로구 명륜동에 있는 조선시대의 건축물이다. 1977년 3월 17일 서울특별시의 민속문화재 제21호로 지정되었다.
문성공 안향 선생이 집안의 노비를 면천(천민을 면하고 평민으로 복속시킴)시켜주자, 이에 면천된 성균관 노복들이 안향선생의 은덕을 보은하기 위하여 안향 선생이 돌아가신 후, 기일 성균관 동묘에서 1744년(영조 20)까지 제사하여 오다가 후에 단을 따로 설치하였다가 다시 사우를 건립하였으며, 안향 선생 외 11위를 추향함

## 개요
크게 두 채로 이루어진 집으로 남쪽에 위치한 집은 살림채이고 북쪽에 있는 집은 사당채이다.
살림채는 一자형 집으로 앞면 4칸·옆면 2칸이며 중앙의 대청을 중심으로 서쪽에는 안방을 동쪽에는 건넌방을 배치하였다. 안방 앞에는 부뚜막이 있고, 대청 앞은 전면이 개방된 토방이 있다. 건넌방 앞에는 골방이 있었던 듯하나 지금은 부엌으로 쓰고 있다.
사당은 살림채에 비스듬히 배치되어 있으며 앞면 4칸·옆면 1칸의 건물이다. 뒷쪽에 신주단을 두고 그 곳에 위패를 모시고 있는데 단 위에는 간소한 집 모형의 닫집이 마련되어 있다. 사당의 전면은 모두 개방할 수 있는 네짝의 문이 있고 양쪽과 뒤쪽은 막혀 있다.
문묘의 한 부속건물로서 문묘의 사당을 포함한 집이라는 점과 특히 사당 안에 닫집과 위패가 그대로 남아 있어 중요한 건물이라 할 수 있다.

## 특징
숭보사는 성균관 문묘 동북쪽에 위치하고 있다. 원래 문묘의 부속 건물이었으며, 앞쪽의 살림채와 뒤쪽의 사당으로 구성되어 있다. 살림채는 약간 동쪽으로 튼 남향을 하였고, 그 뒤에 바짝 붙어 있는 사당은 약간 더 동쪽으로 튼 남향을 하여 전체적으로 두 건물이 비스듬하게 배치되어 있다. 두 건물 사이에 있는 마당의 동쪽에는 사주대문이 나 있다.
살림채는 '一'자형 평면으로 정면 4칸, 측면 2칸 규모이다. 안방·대청·건넌방·사랑방을 서쪽에서 동쪽으로 차례로 배열하였고, 안방 남쪽 툇간에 부엌이 구성되어 있다. 건넌방과 사랑방 남쪽으로는 골방이 툇간을 구성하고 있고, 대청의 앞면은 토방으로 트여 있다. 사랑방은 건넌방 동쪽에 벽체를 사이에 두고 자리잡았는데, 이는 사당에서 제사지낼 때 그 뒷바라지를 하던 곳이기 때문이다.

## 참고 자료
- 숭보사 - 국가유산청 국가유산포털

 본 문서에는 서울특별시에서 지식공유 프로젝트를 통해 퍼블릭 도메인으로 공개한 저작물을 기초로 작성된 내용이 포함되어 있습니다.